# 극장판 쥬얼펫: 스위트댄스 프린세스
《극장판 쥬얼펫: 스위트댄스 프린세스》(映画ジュエルペット スウィーツダンスプリンセス, Jewelpet the Movie: Sweets Dance Princess)는 일본에서 제작된 사쿠라이 히로아키 감독의 2012년 애니메이션 영화이다. 아시다 마나 등이 주연으로 출연하였다. 이 영화는 2012년 8월 11일 일본에서 개봉하였다. DVD와 블루레이 버전의 영화는 2013년 1월 25일 토호를 통해 출시되었다.

## 출연

### 주연
- 아시다 마나
- 사이토 아야카
- 히라노 아야

### 조연
- 사와시로 미유키
- 토요사키 아키
- 히다카 리나